# WSA World Tour 2010/11
Die WSA World Tour 2010/11 umfasst alle bestätigten Turniere der professionellen Damensquash-Saison 2010/11 der WSA World Tour. Die nach dem Monat sortierte Übersicht zeigt den Ort des Turniers an, dessen Namen, das ausgeschüttete Gesamtpreisgeld, sowie die Siegerin des Turniers. In der abschließenden Tabelle werden sämtliche Turniersiegerinnen nach der Menge ihrer Titel aufgelistet. Dabei ist es nicht relevant, welche Wertigkeit die von der Spielerin gewonnenen Turniere besaßen, auch wenn eine entsprechende Erfassung erfolgt.
In der Saison 2010/11 fanden insgesamt 78 Turniere statt. Das Gesamtpreisgeld betrug 1.533.600 US-Dollar. Weltmeisterin wurde Nicol David, die mit sieben Turniersiegen gleichzeitig auch die meisten Titel in dieser Saison gewann.

## Tourinformationen

### Anzahl nach Turnierserie
| Turnierserie | WM 1 | Go 60 2 | Go 45 | Si 30 3 | Si 20 | Tour 4 |
| ------------ | ---- | ------- | ----- | ------- | ----- | ------ |
| Anzahl       | 1    | 4       | 5     | 5       | 11    | 52     |
| Gesamt       | 1    | 9       | 9     | 16      | 16    | 52     |

## Turnierplan

### August
| Datum         | Ort         | Turnier                                                      | Preisgeld | Siegerin       |
| ------------- | ----------- | ------------------------------------------------------------ | --------- | -------------- |
| 03.08.–08.08. | Vancouver   | Sun & Surf Jericho Open 2010                                 | $ 11.100  | Latasha Khan   |
| 06.08.–08.08. | Sydney      | NSW Open 2010                                                | $ 4.000   | Song Sun-mi    |
| 06.08.–08.08. | Hongkong    | Homebase Media Open 2010                                     | $ 8.000   | Heba El Torky  |
| 09.08.–15.08. | Canberra    | Grays Australian Open 2010                                   | $ 56.000  | Madeline Perry |
| 13.08.–15.08. | Southampton | Hamptons Open 2010                                           | $ 8.000   | Emma Beddoes   |
| 23.08.–29.08. | Hongkong    | Cathay Pacific Sun Hung Financial Hong Kong Squash Open 2010 | $ 74.000  | Nicol David    |
| 30.08.–04.09. | Dublin      | Cannon Kirk Homes Irish Open 2010                            | $ 25.300  | Madeline Perry |

### September
| Datum         | Ort                 | Turnier                                                         | Preisgeld | Siegerin         |
| ------------- | ------------------- | --------------------------------------------------------------- | --------- | ---------------- |
| 03.09.–05.09. | Coffs Harbour       | North Coast Open 2010                                           | $ 4.000   | Kylie Lindsay    |
| 07.09.–11.09. | Hongkong            | Buler Challenge Cup 2010                                        | $ 16.000  | Donna Urquhart   |
| 09.09.–14.09. | Kairo               | El-Kersh Heliopolis Open 2010                                   | $ 25.300  | Nour El Sherbini |
| 13.09.–18.09. | Shanghai            | Bailian Youyicheng Shopping Mall & Yangzu Store China Open 2010 | $ 8.000   | Joey Chan        |
| 15.09.–22.09. | Scharm asch-Schaich | Squash-Weltmeisterschaft der Frauen 2010                        | $ 147.000 | Nicol David      |
| 22.09.–26.09. | Wakayama            | Pro Squash in Japan Kansai 2010                                 | $ 4.000   | Misaki Kobayashi |
| 23.09.–26.09. | Phoenix             | Southwest Open 2010                                             | $ 6.600   | Alexandra Norman |
| 26.09.–29.09. | Hongkong            | Chairman’s Cup 2010                                             | $ 8.000   | Joey Chan        |
| 26.09.–02.10. | Chicago             | Metrosquash US Open 2010                                        | $ 36.500  | Vanessa Atkinson |

### Oktober
| Datum         | Ort             | Turnier                                          | Preisgeld | Siegerin          |
| ------------- | --------------- | ------------------------------------------------ | --------- | ----------------- |
| 07.10.–11.10. | Brasilia        | Lopes Royal Open 2010                            | $ 12.900  | Amanda Sobhy      |
| 12.10.–17.10. | Quito           | Ecuador Open 2010                                | $ 6.200   | Thaisa Serafini   |
| 18.10.–24.10. | Toluca de Lerdo | Torneo International Bicentenario Mexico 2010    | $ 67.500  | Nicol David       |
| 20.10.–24.10. | Hawally         | Sheikha Sheikha Saad Al Sabah International 2010 | $ 11.600  | Delia Arnold      |
| 21.10.–24.10. | Mikkeli         | Savcor Finnish Open 2010                         | $ 6.800   | Lauren Selby      |
| 25.10.–29.10. | Monaco          | Monte Carlo Classic 2010                         | $ 25.300  | Omneya Abdel Kawy |
| 26.10.–31.10. | New York City   | Carol Weymuller Open 2010                        | $ 42.450  | Jenny Duncalf     |
| 27.10.–31.10. | Hongkong        | Crocodile Challenge Cup 2010                     | $ 16.000  | Annie Au          |

### November
| Datum         | Ort                    | Turnier                     | Preisgeld | Siegerin         |
| ------------- | ---------------------- | --------------------------- | --------- | ---------------- |
| 06.11.–12.11. | Doha                   | Qatar Classic 2010          | $ 74.000  | Nicol David      |
| 12.11.–14.11. | Kathmandu              | Nepal Open 2010             | $ 10.900  | Dipika Pallikal  |
| 12.11.–14.11. | Caboolture             | Caboolture Open 2010        | $ 5.600   | Lisa Camilleri   |
| 15.11.–20.11. | Santiago de Compostela | Santiago Open 2010          | $ 6.800   | Olga Ertlová     |
| 16.11.–21.11. | Rotterdam              | Dutch Open 2010             | $ 25.300  | Vanessa Atkinson |
| 19.11.–21.11. | Mackay                 | Mackay Open 2010            | $ 4.000   | Lisa Camilleri   |
| 22.11.–27.11. | London                 | Coronation London Open 2010 | $ 10.000  | Emma Beddoes     |
| 26.11.–01.12. | Athen                  | OAA Greek Open 2010         | $ 4.000   | Victoria Lust    |

### Dezember
| Datum         | Ort                 | Turnier                              | Preisgeld | Siegerin      |
| ------------- | ------------------- | ------------------------------------ | --------- | ------------- |
| 06.12.–11.12. | Seoul               | Seoul Open 2010                      | $ 20.000  | Annie Au      |
| 12.12.–17.12. | Scharm asch-Schaich | Sharm El Sheikh Open 2010            | $ 29.500  | Laura Massaro |
| 14.12.–19.12. | Neu-Delhi           | Punj Lloyd WISPA Masters 2010        | $ 36.500  | Jenny Duncalf |
| 17.12.–19.12. | Hillegom            | Squash Hillegom Flowerbulb Open 2010 | $ 4.000   | Lauren Briggs |

### Januar
| Datum         | Ort       | Turnier                      | Preisgeld | Siegerin               |
| ------------- | --------- | ---------------------------- | --------- | ---------------------- |
| 13.01.–16.01. | Berwyn    | Liberty Bell Open 2011       | $ 5.000   | Victoria Lust          |
| 18.01.–23.01. | Greenwich | Harrow Greenwich Open 2011   | $ 37.450  | Kasey Brown            |
| 21.01.–23.01. | Brisbane  | Australia Day Challenge 2011 | $ 4.000   | Melody Francis         |
| 27.01.–30.01. | Edinburgh | Artemis Edinburgh Open 2011  | $ 4.000   | Dominique Lloyd-Walter |
| 28.01.–02.02. | Cleveland | WISPA Cleveland Classic 2011 | $ 55.800  | Laura Massaro          |

### Februar
| Datum         | Ort        | Turnier                                            | Preisgeld | Siegerin        |
| ------------- | ---------- | -------------------------------------------------- | --------- | --------------- |
| 02.02.–06.02. | Wilmington | Delaware Open 2011                                 | $ 5.700   | Deon Saffery    |
| 04.02.–07.02. | Chicago    | Brit Insurance Metrosquash Windy City Open 2011    | $ 8.000   | Joshna Chinappa |
| 08.02.–11.02. | Kisch      | International WISPA Persian Gulf Championship 2011 | $ 4.000   | Salma Nassar    |
| 22.02.–27.02. | Winnipeg   | Meadowood Pharmacy Winnipeg Winter Club Open 2011  | $ 11.100  | Emma Beddoes    |

### März
| Datum         | Ort              | Turnier                               | Preisgeld | Siegerin               |
| ------------- | ---------------- | ------------------------------------- | --------- | ---------------------- |
| 02.03.–05.03. | La Roche-sur-Yon | WISPA Vendee Open 2011                | $ 5.700   | Lauren Briggs          |
| 15.03.–20.03. | Kuala Lumpur     | CIMB KL Open Squash Championship 2011 | $ 53.500  | Nicol David            |
| 17.03.–20.03. | Genf             | Swiss Open 2011                       | $ 4.000   | Yathreb Adel           |
| 25.03.–27.03. | London           | Wells & Young Wimbledon Cup 2011      | $ 4.000   | Dominique Lloyd-Walter |
| 25.03.–27.03. | Canberra         | ACT Open 2011                         | $ 4.000   | Lisa Camilleri         |
| 28.03.–02.04. | Montreal         | Atwater Cup 2011                      | $ 25.900  | Natalie Grinham        |

### April
| Datum         | Ort          | Turnier                                       | Preisgeld | Siegerin        |
| ------------- | ------------ | --------------------------------------------- | --------- | --------------- |
| 03.04.–09.04. | Grand Cayman | Cayman Islands Open 2011                      | $ 68.500  | Nicol David     |
| 08.04.–10.04. | Melbourne    | Westerfolds JDP Open 2011                     | $ 4.000   | Lisa Camilleri  |
| 11.04.–16.04. | Dublin       | Cannon Kirk Homes Irish Squash Open 2011      | $ 26.200  | Nour El Tayeb   |
| 12.04.–17.04. | Dallas       | Texas Open 2011                               | $ 40.000  | Rachael Grinham |
| 13.04.–17.04. | Hongkong     | Buler Challenge Cup 2011                      | $ 16.000  | Annie Au        |
| 19.04.–23.04. | Chennai      | Indian Challenger 2011                        | $ 16.000  | Donna Urquhart  |
| 20.04.–24.04. | Galway       | Paddy 'Whack' Walsh West of Ireland Open 2011 | $ 4.000   | Lauren Briggs   |
| 26.04.–30.04. | St. Louis    | Racquet Club Invitational 2011                | $ 11.800  | Line Hansen     |

### Mai
| Datum         | Ort             | Turnier                                    | Preisgeld | Siegerin          |
| ------------- | --------------- | ------------------------------------------ | --------- | ----------------- |
| 05.05.–10.05. | Kairo           | Egyptian Circuit No1 2011                  | $ 8.000   | Heba El Torky     |
| 08.05.–12.05. | Toronto         | Alicia Hagedorn Open 2011                  | $ 5.100   | Victoria Lust     |
| 12.05.–19.05. | Hurghada        | Hurghada International 2011                | $ 20.000  | Raneem El Weleily |
| 18.05.–22.05. | Guatemala-Stadt | Internacional Sporta Open 2011             | $ 4.000   | Samantha Cornett  |
| 23.05.–25.05. | Perth           | Black Knight Open 2011                     | $ 4.000   | Ahn Eun-chun      |
| 27.05.–29.05. | Perth           | City of Perth International Challenge 2011 | $ 4.000   | Lisa Camilleri    |
| 28.05.–30.05. | Kriens          | Pilatus Cup 2011                           | $ 4.000   | Lauren Briggs     |

### Juni
| Datum         | Ort           | Turnier                                    | Preisgeld | Siegerin       |
| ------------- | ------------- | ------------------------------------------ | --------- | -------------- |
| 02.06.–07.06. | Alexandria    | Egyptian Circuit No2 2011                  | $ 8.000   | Heba El Torky  |
| 08.06.–10.06. | Millicent     | Millicent Open 2011                        | $ 4.000   | Melody Francis |
| 16.06.–19.06. | Adelaide      | Chateau Tanunda South Australian Open 2011 | $ 4.000   | Melody Francis |
| 21.06.–24.06. | Colwyn Bay    | Le Sport Open 2011                         | $ 4.000   | Lauren Briggs  |
| 21.06.–26.06. | Veracruz      | Boca Del Rio Veracruz International 2011   | $ 20.000  | Samantha Terán |
| 28.06.–03.07. | Le Port-Marly | World Tour Des Pyramides Open 2011         | $ 26.700  | Camille Serme  |

### Juli
| Datum         | Ort          | Turnier                                       | Preisgeld | Siegerin              |
| ------------- | ------------ | --------------------------------------------- | --------- | --------------------- |
| 07.07.–10.07. | Melbourne    | Victorian Open 2011                           | $ 4.000   | Melody Francis        |
| 15.07.–17.07. | Hobart       | Tasmanian Open 2011                           | $ 4.000   | Samantha Cornett      |
| 22.07.–24.07. | Deagon       | Hitachi Queensland Open 2011                  | $ 4.000   | Siyoli Waters         |
| 18.07.–23.07. | Kuala Lumpur | CIMB Malaysian Open Squash Championships 2011 | $ 68.500  | Nicol David           |
| 25.07.–30.07. | Singapur     | CIMB Singapore Masters 2011                   | $ 53.500  | Madeline Perry        |
| 29.07.–31.07. | Sydney       | New South Wales Open 2011                     | $ 4.000   | Amanda Landers-Murphy |

## Turniersiegerinnen
| Platz | Spielerin              | Siege | WM 1 | Go 60 2 | Go 45 | Si 30 3 | Si 20 | Tour 4 |
| ----- | ---------------------- | ----- | ---- | ------- | ----- | ------- | ----- | ------ |
| 1.    | Nicol David            | 7     | 1    | 4       | 2     |         |       |        |
| 2.    | Lauren Briggs          | 5     |      |         |       |         |       | 5      |
| 2.    | Lisa Camilleri         | 5     |      |         |       |         |       | 5      |
| 4.    | Melody Francis         | 4     |      |         |       |         |       | 4      |
| 5.    | Annie Au               | 3     |      |         |       |         | 1     | 2      |
| 5.    | Emma Beddoes           | 3     |      |         |       |         |       | 3      |
| 5.    | Heba El Torky          | 3     |      |         |       |         |       | 3      |
| 5.    | Victoria Lust          | 3     |      |         |       |         |       | 3      |
| 5.    | Madeline Perry         | 3     |      |         | 2     |         | 1     |        |
| 10.   | Vanessa Atkinson       | 2     |      |         |       | 1       | 1     |        |
| 10.   | Joey Chan              | 2     |      |         |       |         |       | 2      |
| 10.   | Samantha Cornett       | 2     |      |         |       |         |       | 2      |
| 10.   | Jenny Duncalf          | 2     |      |         |       | 2       |       |        |
| 10.   | Dominique Lloyd-Walter | 2     |      |         |       |         |       | 2      |
| 10.   | Laura Massaro          | 2     |      |         | 1     |         | 1     |        |
| 10.   | Donna Urquhart         | 2     |      |         |       |         |       | 2      |
| 17.   | Yathreb Adel           | 1     |      |         |       |         |       | 1      |
| 17.   | Ahn Eun-chun           | 1     |      |         |       |         |       | 1      |
| 17.   | Delia Arnold           | 1     |      |         |       |         |       | 1      |
| 17.   | Kasey Brown            | 1     |      |         |       | 1       |       |        |
| 17.   | Joshna Chinappa        | 1     |      |         |       |         |       | 1      |
| 17.   | Nour El Sherbini       | 1     |      |         |       |         | 1     |        |
| 17.   | Nour El Tayeb          | 1     |      |         |       |         | 1     |        |
| 17.   | Raneem El Weleily      | 1     |      |         |       |         | 1     |        |
| 17.   | Olga Ertlová           | 1     |      |         |       |         |       | 1      |
| 17.   | Natalie Grinham        | 1     |      |         |       |         | 1     |        |
| 17.   | Rachael Grinham        | 1     |      |         |       | 1       |       |        |
| 17.   | Line Hansen            | 1     |      |         |       |         |       | 1      |
| 17.   | Omneya Abdel Kawy      | 1     |      |         |       |         | 1     |        |
| 17.   | Latasha Khan           | 1     |      |         |       |         |       | 1      |
| 17.   | Misaki Kobayashi       | 1     |      |         |       |         |       | 1      |
| 17.   | Amanda Landers-Murphy  | 1     |      |         |       |         |       | 1      |
| 17.   | Kylie Lindsay          | 1     |      |         |       |         |       | 1      |
| 17.   | Salma Nassar           | 1     |      |         |       |         |       | 1      |
| 17.   | Alexandra Norman       | 1     |      |         |       |         |       | 1      |
| 17.   | Dipika Pallikal        | 1     |      |         |       |         |       | 1      |
| 17.   | Deon Saffery           | 1     |      |         |       |         |       | 1      |
| 17.   | Lauren Selby           | 1     |      |         |       |         |       | 1      |
| 17.   | Thaisa Serafini        | 1     |      |         |       |         |       | 1      |
| 17.   | Camille Serme          | 1     |      |         |       |         | 1     |        |
| 17.   | Amanda Sobhy           | 1     |      |         |       |         |       | 1      |
| 17.   | Song Sun-mi            | 1     |      |         |       |         |       | 1      |
| 17.   | Samantha Terán         | 1     |      |         |       |         | 1     |        |
| 17.   | Siyoli Waters          | 1     |      |         |       |         |       | 1      |

 1 WSA Weltmeisterschaft

 2 WSA Gold

 3 WSA Silver

 4 WSA Tour